# Goon Moon
Goon Moon to amerykański zespół utworzony przez Jeordiego White'a (znanego także jako Twiggy Ramirez z zespołu Marilyn Manson) i Chrisa Gossa. Zespół wydał dwie płyty: I Got a Brand New Egg Layin' Machine oraz longplay Licker's Last Leg.
Album zawiera współpracę z takimi artystami jak Josh Homme, Josh Freese czy Dave Catching.

## Historia
Jeordie i Chris spotkali się wkrótce po odejściu White'a z Marilyn Manson, natrafiając na siebie na Coachella Festival w 2004 r. W 2005 zaczęli współpracować, wymieniając się pierwszymi samplami. W ten sposób powstała EP I Got A Brand New Egg Layin' Machine. Zawarła ona dźwięki od psychodeliki stylu lat 60. do beztroskich, folkowych ballad. Podczas gdy można byłoby z łatwością zrzucić Goon Moon do rangi przypisu u dołu strony, wiedząc, że Chris i Jeordie sprzedali po ponad 15 milionów płyt w poprzedniej dekadzie, oboje wzięli nowe przedsięwzięcie całkiem poważnie. "Ta niepowtarzalna współpraca nie jest tylko chwilowym pobocznym projektem dwóch znudzonych hipsterów z L.A.", tłumaczy Goss. "Byłem wychowywany na rock and rollowych płytach, które zabrały umysł i ciało na ukochane podróże, a Jeordie i ja chcieliśmy kontynuować tradycję sztuki oraz innowację muzyki jak Kraftwerk, Warhol, Bowie i Mahavishnu. To nie jest coś, co bierzemy przypadkowo, widzimy to jak naszą ODPOWIEDZIALNOŚĆ do szukania nowej muzyki". Ta miłość do eksperymentowania i zamazywania granic jest na pierwszy rzut oka widoczna na obecnym wydaniu Licker's Last Leg, inspirowana przez ruch "nowa dziwna Ameryka", którego pionierami byli artyści tacy jak Devendra Banhart i Joanna Newsom.
Gościnne występy w Goon Moon obejmują takich artystów jak Zach Hill (Hella, Team Sleep), Josh Homme (Queens of the Stone Age), Dave Catching (Eagles of Death Metal), Josh Freese (A Perfect Circle, Nine Inch Nails, The Vandals), Whitey Kirst (Iggy Pop) i Pete Perdichizzi (The Flys). Duet stał się pełnym zespołem wraz z dojściem Freda Sablana oraz Davida Hendersona.

## Członkowie
- Zach Hill
- Jeordie White
- Chris Goss

## Dyskografia
- 2005 – I Got a Brand New Egg Layin' Machine (Suicide Squeeze Records)
- 2007 – Licker's Last Leg (Ipecac Recordings)